# Ruisseau de Rafié
Le ruisseau de Rafié, est un ruisseau français qui coule en région Occitanie, dans le département de Tarn-et-Garonne. C'est un affluent direct de la Garonne en rive droite.

## Géographie
De 15,5 km de longueur, il prend sa source sur la commune de Montech et se jette dans la Garonne en rive droite sur la commune de Castelsarrasin en Tarn-et-Garonne sous le nom de ruisseau de Méric.

### Département et communes traversés
- Tarn-et-Garonne : Montech, Cordes-Tolosannes, Escatalens, Saint-Porquier, Castelsarrasin.

## Principal affluent
- Ruisseau de l'Usine : 2,6 km